# 永井和子 (国文学者)
永井 和子（ながい かずこ、1934年 - 2025年3月11日）は、日本の国文学者。学習院女子大学名誉教授。

## 経歴
東京府生まれ。学習院初等科、学習院女子中等科を経て、1953年学習院女子高等科卒業。学習院女子高等科時代には学習院女子短期大学の阿部俊子の授業を受けた。
1957年お茶の水女子大学文教育学部文学科卒業。1958年同専攻科修了。1960年学習院大学大学院修士課程修了。お茶の水女子大学で関根慶子に、学習院大学大学院で松尾聰に師事した。
1979年学習院女子短期大学講師に就任し、のち助教授、教授。1998年に学習院女子短期大学が改組され、学習院女子大学が開学。それに伴い、学習院女子大学教授。2005年退任、名誉教授。
2006年7月から2011年3月まで同学長を務めた。
2025年3月11日、敗血症性ショックのため東京都渋谷区の病院で死去。90歳没。

## 親族
- 祖父は眼科医の前田珍男子（うずひこ）[4]、父は同じく眼科医の前田太郎、叔父前田護郎は西洋古典学・新約聖書研究者、同じく叔父の前田司郎は理化学研究所に勤め、その妻は紅梅文庫主の前田善子[5]。
- 夫は生化学者で東京大学名誉教授の永井克孝。

## 著書
- 『寝覚物語の研究』（笠間書院 1968）＊序は久松潜一と松尾聡
- 『続 寝覚物語の研究』（笠間書院 1990）笠間叢書
- 『源氏物語と老い』（笠間書院 1995）笠間叢書
- 『幻想の平安文学』（笠間書院 2018）
- 『日なたと日かげ　永井和子随想集』（笠間書院 2018）

## 校注
- 『源氏物語　蓬生 関屋　源氏物語分巻』（笠間書院 1966 松尾聡・永井和子）
- 『源氏物語　絵合　源氏物語分巻』（笠間書院 1967 松尾總・永井和子）
- 『源氏物語　松風　源氏物語分巻』（笠間書院 1967 松尾總・永井和子）
- 『伊勢物語』（笠間書院 1968 松尾總・永井和子）
- 『源氏物語　橋姫　源氏物語分巻』（笠間書院 1968 松尾總・永井和子）
- 『源氏物語　朝顔　源氏物語分巻』（笠間書院 1970 松尾總・永井和子）
- 『源氏物語　薄雲　源氏物語分巻』（笠間書院 1970 松尾總・永井和子）
- 『源氏物語　夢浮橋　源氏物語分巻』（笠間書院 1970 松尾總・永井和子）
- 『枕草子選釈』（武蔵野書院 1977 松尾總・永井和子）
- 『伊勢物語　全対訳日本古典新書』（創英社 1978)
- 『枕草子　日本古典文学全集 11』（小学館 1974 松尾總・永井和子）＊底本は能因本
- 『校註源氏物語　帚木 空蝉』（武蔵野書院 1978）
- 『源氏物語　若紫　源氏物語分巻』（笠間書院 1979 松尾總・永井和子）
- 『枕草子　完訳日本の古典12・13』（小学館 1984 松尾總・永井和子）＊底本は能因本
- 『源氏物語　須磨　源氏物語分巻』（笠間書院 1986 松尾總・永井和子）
- 『源氏物語　末摘花　源氏物語分巻』（笠間書院 1988 松尾總・永井和子）
- 『枕草子　新編日本古典文学全集18』（小学館 1997 松尾總・永井和子）＊底本は三巻本
- 『源氏菫草　学習院女子中・高等科図書室蔵』（学習院女子短期大学国語国文学会 1999）
- 『横笛・鈴虫　源氏物語の鑑賞と基礎知識 No.26  国文学「解釈と鑑賞」別冊 』（至文堂 2002）
- 『枕草子　日本の古典をよむ』（小学館 2007 松尾總・永井和子）
- 『枕草子［能因本］原文＆現代語訳シリーズ』（笠間書院 2008 松尾總・永井和子）＊『完訳日本の古典』（1984）の合冊版
- 『伊勢物語　原文＆現代語訳シリーズ』（笠間書院 2008）＊『伊勢物語』（1978）の一部改訂増補版
- 『いはでしのぶ　中世王朝物語全集４』（笠間書院 2017）

## 記念論集
- 『源氏物語へ源氏物語から 中古文学研究24の証言』（笠間書院 2007）